# Phalanger lullulae
Couscous de Woodlark
Espèce
Statut de conservation UICN

 EN B1ab(iii) : En danger
Le Couscous de Woodlark (Phalanger lullulae) est une espèce de mammifères, de la famille des Phalangeridés.

## Distribution
Cette espèce est endémique à l'île Woodlark, principalement dans les forêts de l'est de l'île.

## Étymologie
L'épithète spécifique, lulullae, est la traduction en latin du nom vernaculaire français de l'oiseau (« Alouette lulu »).

## Biologie
C'est un animal nocturne, qui s'abrite sous les plantes épiphytes pendant la journée.
Les femelles ne donnent naissance qu'un seul petit à la fois.

## Conservation
Cette espèce est menacée par les plans de déboisement projetés sur l'île par des compagnies minières australiennes ou des projets de plantation de palmiers à huile par des compagnies Malaisiennes.